# كشيت (أمجز)
کشیت (بالفارسية: کشیت) هي قرية تقع في إيران في قسم أمجز الريفي. يقدر عدد سكانها بـ 132 نسمة بحسب إحصاء 2016.